# Sonseca
Sonseca là một đô thị trong tỉnh Toledo, Castile-La Mancha, Tây Ban Nha. Theo điều tra dân số 2006 (INE), đô thị này có dân số là 10685 người. In Sonseca there are some very famous marzipan's factories: Delaviuda, Donaire.